# Kenton (Suffolk)
Pour les articles homonymes, voir Kenton.
Kenton est un village et une paroisse civile du Suffolk, en Angleterre.